# Takarazuka Eiga
La Takarazuka Eizo Co. Ltd. (宝塚映像株式会社?), meglio conosciuta come Takarazuka Films (宝塚映画?, Takarazuka Eiga), è una casa di produzione cinematografica giapponese. Il quartier generale si trova nella prefettura di Hyōgo, in Giappone. Ha prodotto anche alcuni film del regista Kōzō Saeki.